# 캐빈 록하트

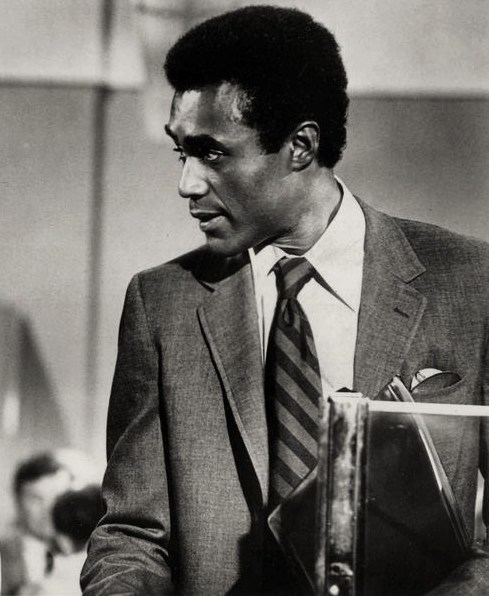

캘빈 록하트(Calvin Lockhart, 1934년 10월 18일 ~ 2007년 3월 29일)는 바하마 출신의 미국 배우이다.
나소에서 태어났으며 나소에서 사망하였다. 사인은 뇌졸중이다.

## 출연 작품

### 영화
- 지옥의 용병들 (1968)
- 마지막 군주 레오 (1970)
- 블랙 문 울프 (1974)
- 볼티모어의 도박사 (1980, The Baltimore Bullet)
- 구혼 작전 (1988)
- 프레데터 2 (1990) - 킹 윌리 역
- 레인 (2008)

### 텔레비전
- The Wednesday Play (1968)
- 다이너스티 (1985-86)